# Вишневський Іван Арсентійович

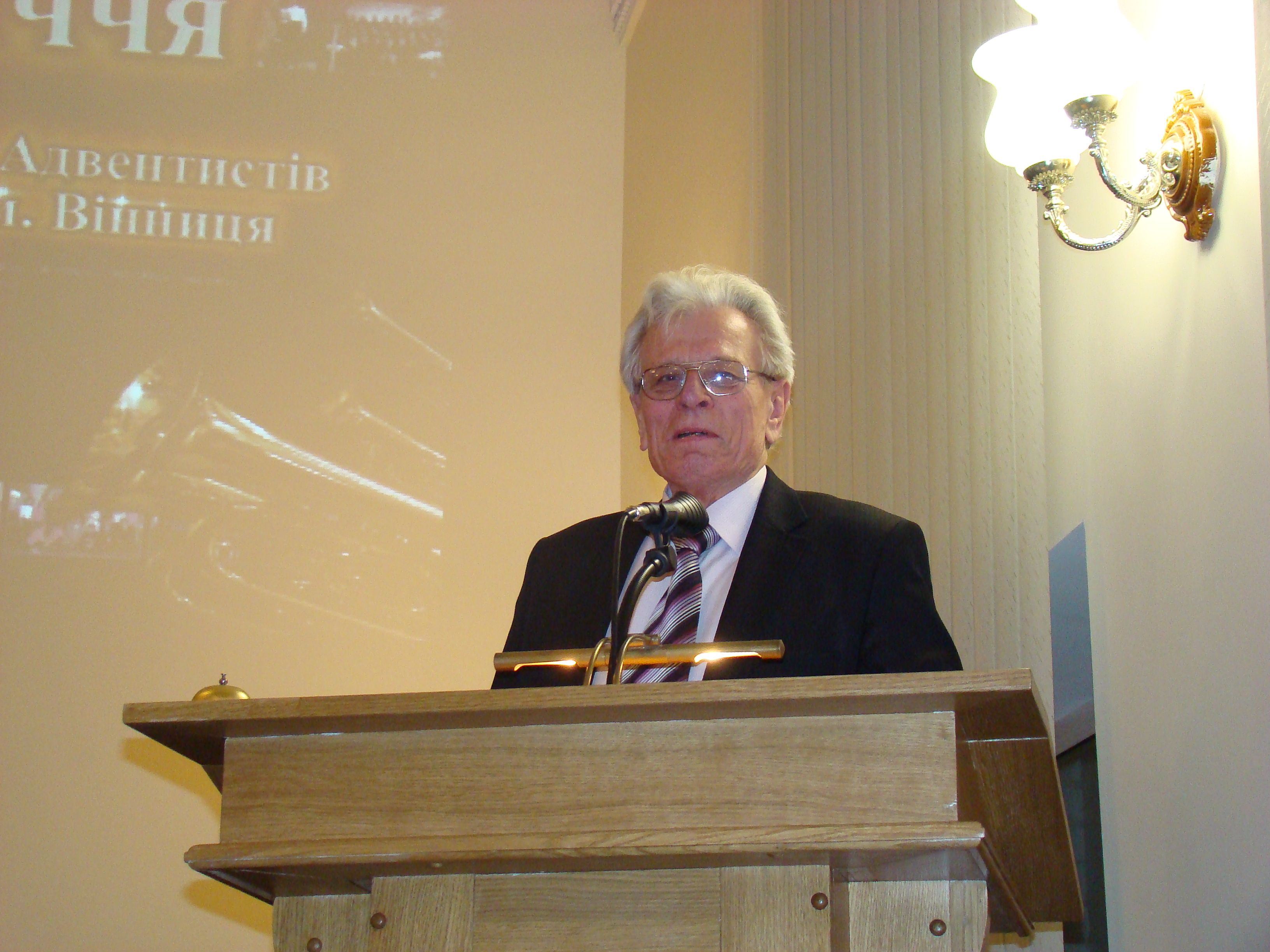
22 січня 2010р.урочисте служіння на якому відзначали 100-річчя адвентизму в м. Вінниця

Іван Арсентійович Вишневський народився 24 січня 1937 року. у далекому від цивілізації, невеликому селі Великий Порськ, на Волині, у багатодітній родині Арсентія та Марії Вишневських.  

## Біографія
- Іван Арсентійович Вишневський народився 24 січня 1937 року. в селі Великий Порськ, Волинське воєводство Польської республіки (на сьогодні Волинська область, Західна Україна).
- 1954 рік — приймає водне хрещення і стає членом Церкви АСД.
- 1958 році запрошений на духовне служіння у Вінницькій громаді.
- 1967 році прямує на самостійне служіння у м. Луганськ.
- 1970 році рукопокладений у вищий церковний сан пастора-проповідника.
- 1977 році запрошений на духовне служіння у  м. Херсона.
- 1987-1991 роки працює на посаді секретаря Південної конференції.
- 1994-1997 роки працює на посаді секретаря Південної конференції.
- 1998 рік запрошений на служіння Церкву АСД у м. Севастополі.
- 28 червня 2016 року, на 80-му зупинилося серце вірного і відданого Божого служителя, пастора та проповідника Церкви Адвентистів сьомого дня

### Дитинство
З дитячих років любив слухати музику та співи. Сам мав музичний слух і чудовий голос, грав на багатьох музичних інструментах, тому вже в підлітковому, 12-річному, віці його запросили співати в хорі Пожарецької громади. Це відіграло найпозитивнішу роль у його становленні як Божого служителя.

### Юність
Після того, як у 17-річному віці, у 1954 році, Іван уклав Завіт з Господом, він з великим натхненням прийняв служіння вчителя суботньої школи у місцевій громаді. Пізніше він поділився зі старшим братом Миколою своїм бажанням стати робітником у Божому винограднику. Батько та мати цю новину сприйняли з величезною радістю як відповідь на свої молитви.
Сім'я спорядила його у м. Вінницю, де в цей час служив його старший брат Микола Жукалюк. Хор цієї церкви потребував регента. Незабаром Іван став улюбленцем не лише хору, а й усієї громади. 

### Служба в армії
Але настав час служби в армії, що дуже засмутило всіх. Церква на чолі з пастором Комаровим щиро молилася, щоб Господь позбавив його служби в армії, однак висновок військово-медичної комісії був однозначним: придатний.
Разом з іншими новобранцями Івана відправили до служби в армію м. Челябінська. Громада продовжувала молитися. І Господь відповів. У перший же день армійської муштри у нього піднявся кров'яний тиск, і він впав. Після повторної медичної комісії виявилося, що до служби в армії не придатний і його комісували. Так що служив він в армії замість трьох років лише три дні. Не минуло й двох тижнів від дня мобілізації, як Церква зі сльозами радості отримала свого регента.

### Сім'я

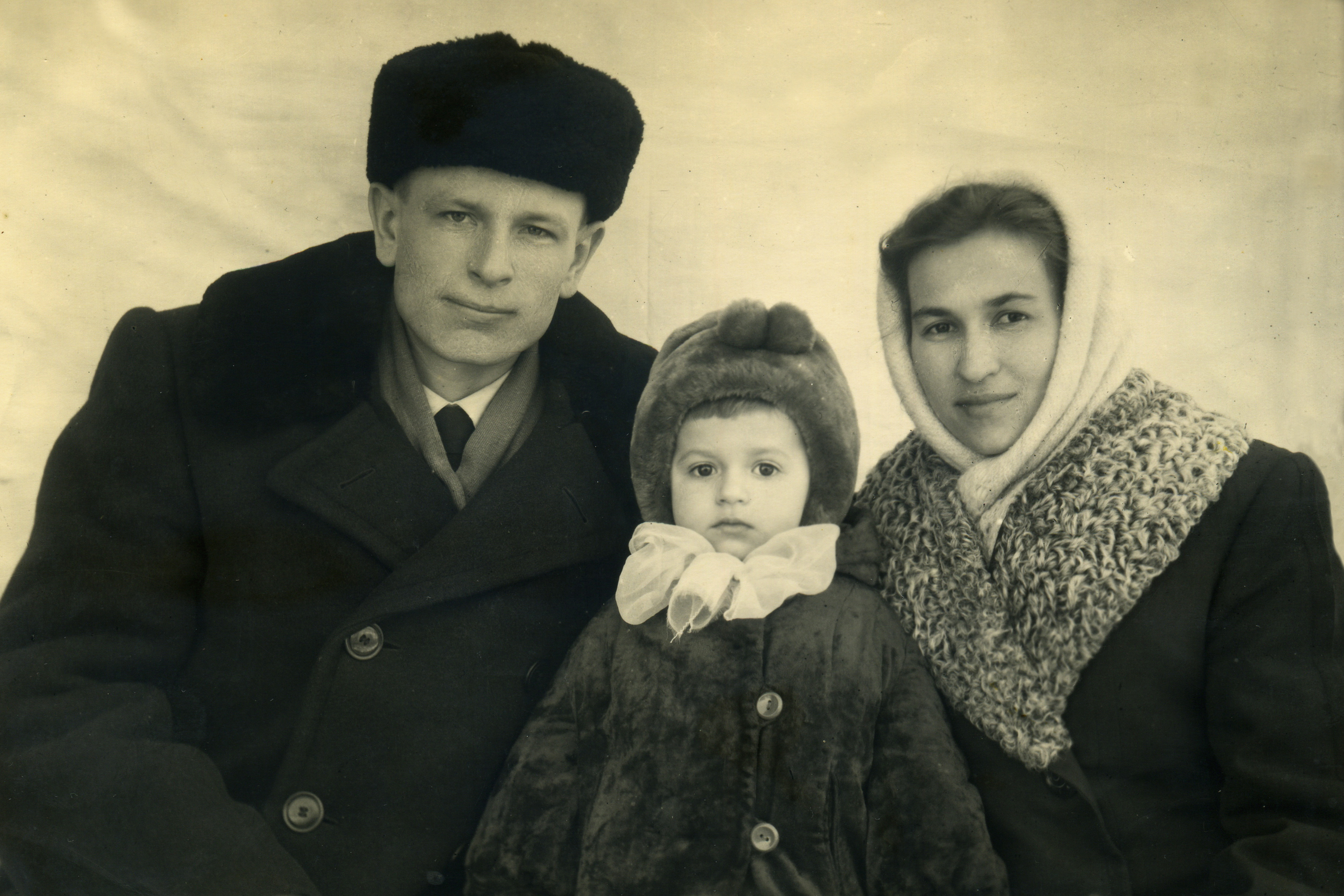
Іван Арсентійович Вишневський з дружиною Маєю

Цей досвід зміцнив Івана Арсентійовича у вірі та повній впевненості, що Господь закликає його до лав захисників Його істини. Бог, через Вінницьку Церкву, подарував йому вірну віддану помічницю Майю. 

## Служіння

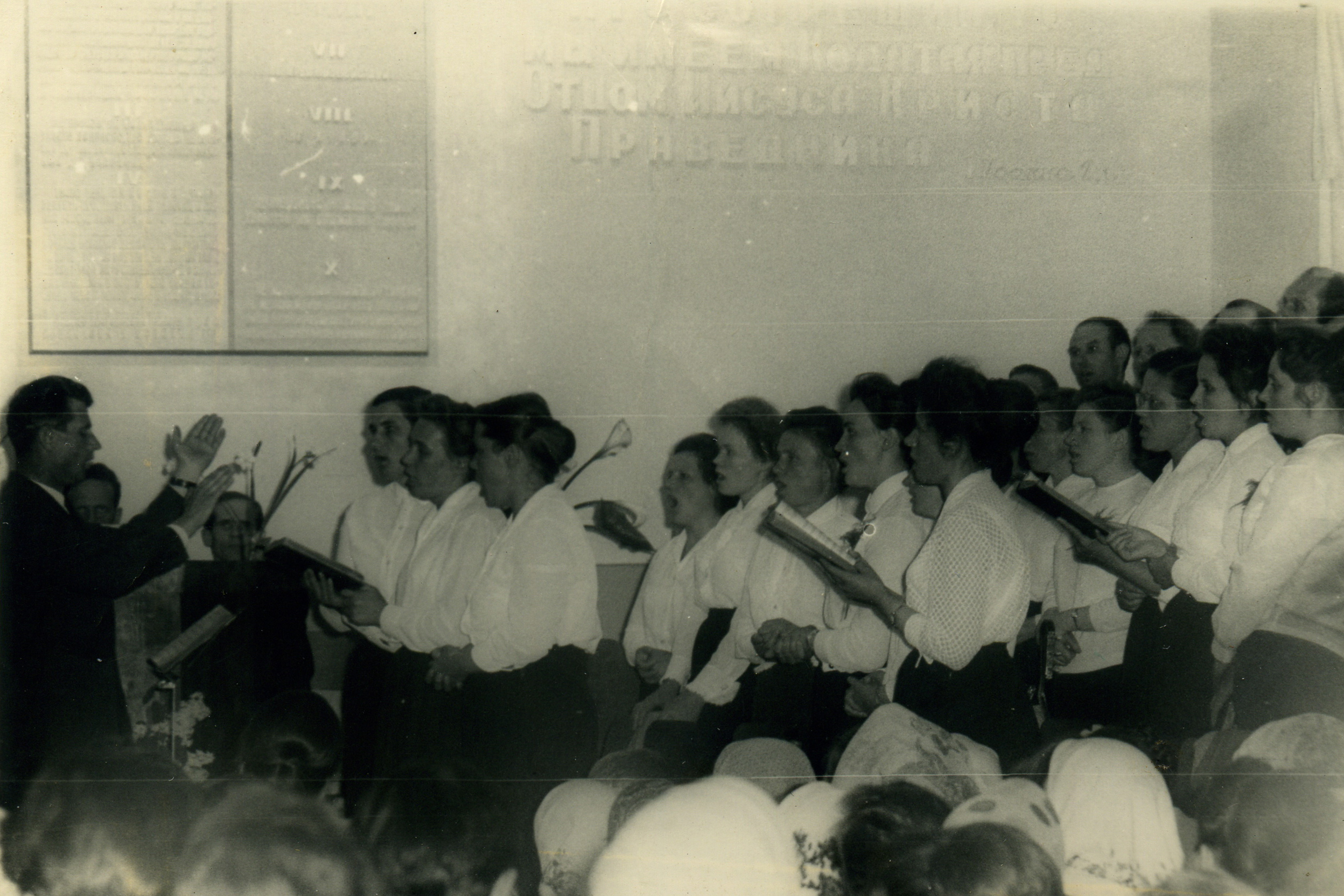
хорове служіння при пастору Вишневському

У 1958 році керівництвом Церкви він був запрошений на духовне служіння у тій самій Вінницькій громаді.
Через 9 років, у 1967 році, Іван Арсентійович прямує на самостійне служіння у м. Луганськ, а у 1970 р. він рукопокладений у вищий церковний сан пастора-проповідника. Прийнявши від Господа високе доручення, пастор Вишневський до кінця своїх днів, як і його дружина Майя, залишалися вірними своєму духовному покликанню, незважаючи на те, що його шлях був важким, що потребував високого такту, мудрості та мужності.
У 1977 році за рішенням тоді ще підпільного керівництва Церкви в Україні сім'я Вишневських прямує до м. Херсона. Там, здійснюючи пасторське служіння у місцевій громаді, Іван Арсентійович одночасно очолює Південне об'єднання Церкви, до якого входили громади Херсонської, Кіровоградської та Кримської областей. Згодом специфіка служіння вимагала його переїзду до м. Сімферополя.
Через 10 років, 1987 року, пастор Вишневський після реформування церковних об'єднань стає секретарем конференції і працює на цій посаді до 1991 року, коли в Україні повіяло теплом релігійної свободи.
Він ухвалює рішення провести євангельську кампанію в м. Сімферополі, внаслідок якої було охрещено 75 дорогоцінних душ, які стали засновниками нової громади на чолі із самим пастором Іваном Арсентовичем.
Почалася копітка робота клопотання перед владою про ділянку під молитовний будинок, а потім і будівництво, що вимагало повної віддачі, мудрості та такту. Цей Будинок залишиться німою пам'яткою довіри Богу, наполегливості та великої праці пастора Вишневського та після його смерті.
1994 року Іван Арсентійович знову запрошується на секретарське служіння в Південній конференції і безвідмовно здійснює це служіння до 1997 року, коли настав час іти на заслужений відпочинок. Проте, передавши кермо влади молодим служителям, він прийняв пропозицію нового керівництва і очолив Церкву АСД у м. Севастополі.
З роками, коли фізичні сили почали слабшати, Іван та Майя були щасливі від того, що їхні діти, Світлана та Петро, прийняли відповідальне служіння в керівництві Церкви, і їм довелося за родом служіння переїхати з Херсона до Києва, а згодом і до Москви. Подружжя Вишневських, заради збереження в належному порядку житла дітей, повернулося до своєї улюбленої Херсонської громади. Однак і тут відчували необхідність у міру сил допомагати у служінні. Тут він і відпочиватиме, чекаючи Другого Пришестя нашого Спасителя.
Іван Арсентійович мав, якщо можна так сказати, «слабке» місце: окрім пасторської любові та самопожертви щодо членів Церкви, він безроздільно любив своїх онуків, не кажучи вже про дітей, Світлану, Петра, Валерика та Інну. Дуже хотів побачити новонародженого правнука, для чого довелося вирушити до Криму. Був щасливим, коли йому вдалося свою мрію здійснити. Тому найбільше щастя Іван і Майя відчували від того, що діти та онуки відповідали їм тим самим – любов'ю.
28 червня 2016 року, на 80-му році життя, після нетривалої тяжкої хвороби, зупинилося серце вірного і відданого Божого служителя, пастора та проповідника Церкви Адвентистів сьомого дня, люблячого чоловіка та батька, дбайливого дідуся та прадіда Івана Арсентовича Вишневського.
Його смерть – непоправна втрата не лише для найближчих і рідних людей: дружини Майї Іванівни, дочки Світлани та її чоловіка Петра, сина Валерія та невістки Інни, п'яти онуків та трьох правнуків; не тільки для його двох братів Миколи та Олександра та їхніх родин, але й для всієї Божої Церкви, становленню та розвитку якої він віддав усі найкращі сили розуму, душі та тіла.